# Казанка (Коченевський район)
Казанка (рос. Казанка) — село у Коченевському районі Новосибірської області Російської Федерації.
Входить до складу муніципального утворення Федосіхінська сільрада. Населення становить 45 осіб (2010).

## Історія
Згідно із законом від 2 червня 2004 року органом місцевого самоврядування є Федосіхінська сільрада.

## Населення
| 2002 | 2007 | 2010 |
| ---- | ---- | ---- |
| 128  | ↘67  | ↘45  |